# أراك (جنس)
الأراك أو المِسواك أو السِّوَاك أو شجر السواك (الاسم العلمي: Salvadora) هو جنس من النباتات يتبع الفصيلة الأراكية من رتبة الكرنبيات.

## أنواع الأراك

### أنواع مقبولة
- أراك جنوبي (الاسم العلمي:Salvadora australis)

### أنواع غير مؤكدة
- أراك ثنائي الأزهار (الاسم العلمي:Salvadora biflora)
- أراك دائري الأوراق (الاسم العلمي:Salvadora cyclophylla)
- أراك رؤيسي (الاسم العلمي:Salvadora capitulata)
- أراك زيتوني (الاسم العلمي:Salvadora oleoides)
- أراك ستوكي (الاسم العلمي:Salvadora stocksii)
- أراك سميك العروق (الاسم العلمي:Salvadora crassinervia)
- أراك ضيق الأوراق (الاسم العلمي:Salvadora angustifolia)
- أراك عثكولي (الاسم العلمي:Salvadora paniculata)
- أراك فارسي (الاسم العلمي:Salvadora persica)
- أراك مادوري (الاسم العلمي:Salvadora madurensis)
- أراك هندي (الاسم العلمي:Salvadora indica)
- أراك واتي (الاسم العلمي:Salvadora wightii)
- أراك واتياني (الاسم العلمي:Salvadora wightiana)
- أراك كونيجي (الاسم العلمي:Salvadora koenigii)
- أراك وبري (الاسم العلمي:Salvadora villosa)